# Drepanophorellidae
Drepanophorellidae är en familj av djur. Drepanophorellidae ingår i ordningen Reptantia, klassen Enopla, fylumet slemmaskar och riket djur. I familjen Drepanophorellidae finns 5 arter.
Kladogram enligt Catalogue of Life:
| Drepanophorellidae | \| \| Drepanophorella \| \| \| \| \| \| Drepanophoresta \| \| \| \| \| \| Drepanophoria \| \| \| \| |
|                    | \| \| Drepanophorella \| \| \| \| \| \| Drepanophoresta \| \| \| \| \| \| Drepanophoria \| \| \| \| |
|                    | Brinkmanniidae                                                                                      |
|                    | |
|                    | Coellidae                                                                                           |
|                    | |
|                    | Drepanobandidae                                                                                     |
|                    | |
|                    | Drepanogigantidae                                                                                   |
|                    | |
|                    | Drepanophoridae                                                                                     |
|                    | |
|                    | Drepanophoringiidae                                                                                 |
|                    | |
|                    | Paradrepanophoridae                                                                                 |
|                    | |
|                    | Siboganemertidae                                                                                    |
|                    | |
|                    | Uniporidae                                                                                          |
|                    | |
|                    | Drepanophorella                                                                                     |
|                    | |
|                    | Drepanophoresta                                                                                     |
|                    | |
|                    | Drepanophoria                                                                                       |
|                    | |

|  | Drepanophorella |
|  |                 |
|  | Drepanophoresta |
|  |                 |
|  | Drepanophoria   |
|  |                 |